# 1848 год в истории железнодорожного транспорта
1848 год в истории железнодорожного транспорта

## События
- Апрель — открыта линия Зомбковицы (Зомбковице-Слёнске) — граница Российской империи длиной 14 км[1].
- В Испании началось железнодорожное строительство[2].
- В Гайане построены две узкоколейные железнодорожные линии длиной около 130 километров[2].

## Новый подвижной состав
- В Англии на заводах Джорджа Инглэнда построен первый танк-паровоз.

## Персоны

### Родились
- 25 апреля — Николай Леонидович Щукин, инженер, конструктор паровозов, учёный в области железнодорожного транспорта.

### Скончались
12 августа — Джордж Стефенсон, известный английский изобретатель, инженер-механик, внёсший крупный вклад в развитие паровозостроения.